# Nils William Olsson
Nils William Olsson, född 11 juni 1909 i Seattle, död 20 mars 2007 i Florida, var en amerikansk litteraturvetare, diplomat och aktiv svenskamerikansk släktforskare.
Nils William Olsson var född i Seattle av svenska föräldrar och förlorade sin mor som liten, och fick då med sina systrar och brodern Karl flytta till farföräldrarna i Sverige, där han växte upp och gick i skolan, bland annat i Örebro. Fadern gifte så småningom om sig och familjen flyttade tillbaks till USA i början av 1920-talet.
Olsson bedrev ”Scandinavian studies” först vid North Park University i Chicago och sedan vid Northwestern University och University of Minnesota. Han doktorerade 1949 på en isländsk saga, Vidutan, och arbetade sedan inom universitetsvärlden. Under andra världskriget tjänstgjorde han som biträdande marinattaché i Stockholm och på andra ställen. Senare arbetade han för USA:s utrikesdepartement och var verksam vid ambassaderna i Reykjavik, Stockholm och Oslo som attaché för informations- och kulturfrågor.
Under hela sitt yrkesverksamma liv samlade Olsson material om svenska utvandrare, och hann också vara med om att organisera emigrantjubileet 1948, varefter föreningen Swedish Pioneer Historical Society (nu Swedish American Historical Society) startades för att ta vara på emigrantminnen och ge ut en tidskrift, som kunde vara forum för en seriös emigrantforskning, och där han medverkade med ett stort antal bidrag.
Efter sin pensionering 1967 arbetade Olsson som "director" för Swedish American Institute i Minneapolis till 1973, och verkade under den tiden även för att skapa Swedish Council of America (SCA), en paraplyorganisation för de olika svensk-amerikanska föreningarna i USA och Kanada, och som numera också har en del svenska medlemmar. Han var verkställande direktör för Swedish Council of America under tiden 1973 till 1984.
Som en hobby under denna tid startade han också sin egen tidskrift Swedish American Genealogist, som började ges ut 1981.
Under flera år på 1980-talet ledde Olsson bussresor i Sverige för sina amerikanska vänner, och tog dem till arkiv och till förfädernas kyrkor. När han tyckte det blev för jobbigt vid ungefär 83 års ålder startade han i stället Swedish American Genealogist Workshop, som innebär att läsarna av tidskriften kan samlas en vecka om året i Salt Lake City och forska under kunnig ledning i svenska arkivalier, något som organiseras av Swenson Swedish Immigration Research Center i Rock Island, Illinois, USA.
Olssons bestående största gärning torde dock ändå vara hans mastodontarbete, Swedish Passenger Arrivals in U.S. Ports, där han plockat ut ungefär 5000 svenskar ur ankomstlistorna för de största hamnarna i USA för perioden 1820-1850, och sedan lyckats identifiera cirka 3500 tillbaks i svenska och amerikanska källor. Första upplagan (om bara New York) kom 1967, en uppföljning 1979, och en sammanslagen upplaga kom 1995 som gjordes i samarbete med den något äldre vännen Erik Wikén. De två första böckerna gjordes på den fördatoriserade tiden och är mycket imponerande verk med tanke på detta.
Olssons sista bok, Swedish Voters in Chicago 1888, publicerade han vid 90 års ålder 1999. Boken innehåller uppgifter om ungefär 4500 svenskar som var röstberättigade 1888, varav ungefär 1600 gick att finna i Chicagos "city directories" och andra källor.
Hans insatser inom forskningen om de svenska utvandrarna uppmärksammades av omvärlden och han blev Kommendör av Nordstjärneorden, Riddare av Vasaorden, hedersledamot av Vitterhetsakademien och Wermländska Sällskapet, blev Årets Svensk-Amerikan 1969, Doctor Honoris causa i Uppsala 1968, fick Svenska Emigrantinstitutets Charlottamedalj och blev 1994 års Victor Örnbergs-pristagare. Han var också en av femtio Fellows of the American Society of Genealogist.